# Klaus Weber-Teuber
Klaus Weber (* 8. Oktober 1960 in Kolbermoor)  ist ein habilitierter deutscher Psychologe. 
Er lehrt als Professor an der Hochschule für angewandte Wissenschaften München. Seine Arbeitsschwerpunkte sind: Sozialpsychologie, Soziale Arbeit und Faschismus, Resozialisierung, Subjekt und Gesellschaft und Gesellschaftskritik.
Weber war als Bezirksrat der Linken kommunalpolitisch aktiv, war vor dem Mandat parteilos und verließ die Partei nach Ende seiner Amtszeit wieder. Jedoch trat er im Herbst 2016 erneut in die Partei ein. Bei der Landtagswahl in Bayern 2018 kandidierte er im Stimmkreis Rosenheim-Ost, wo er 2,6 % der Erststimmen erhielt. Seit Oktober 2018 ist er Fraktionsvorsitzender der Linken im Bezirkstag von Oberbayern.
An der Hochschule für angewandte Wissenschaften ist Weber Vertrauensdozent der Rosa-Luxemburg-Stiftung sowie der Hans-Böckler-Stiftung.

## Schriften (Auswahl)
- Vom Aufbau des Herrenmenschen. Philipp Lersch – eine Karriere als Militärpsychologe und Charakterologe. Centaurus Verlag, Pfaffenweiler 1993, ISBN 978-3-89085-834-0.
- „Was ein rechter Mann ist ...“ Subjektive Konstruktionen rechter Männer. Centaurus Verlag, Pfaffenweiler 1997, ISBN 978-3-8255-0083-2.
- Rechte Männer. Neofaschismus – Rechtsextremismus – Gewerkschaften, VSA-Verlag, Hamburg 2001, ISBN 978-3-87975-825-8.
- Blinde Flecken. Psychologische Blicke auf Faschismus und Rassismus. Argument Verlag, Hamburg 2003, ISBN 978-3-88619-296-0, zugleich Habilitationsschrift, Carl von Ossietzky Universität Oldenburg.
- Herausgeber: Faschismus und Ideologie. Überarbeitete Neuausgabe in einem Band, Argument Verlag, Hamburg 2007, ISBN 978-3-88619-334-9.
- Kolbermoor. Geschichte und Bilder einer Stadt. Eigenverlag, Kolbermoor, 2007.
- Döser und Kathrein. Profiteure der Nazis? Eine Veranstaltung und ihre Folgen. Eigenverlag, Kolbermoor 2009.
- Adolf Hitler nach-gedacht. Psychologie, Person, Faschismus. Argument-Verlag, Hamburg 2016, ISBN 978-3-86754-810-6.
- Führerscheinentzug. Alkohol – Punkte – Drogen. Ratgeber zur medizinisch-psychologischen Untersuchung (MPU). Die Fahreignungsbegutachtung. 6. Auflage, Fachhochschulverlag, Frankfurt am Main 2017, ISBN 978-3-943787-54-2, mit Maritta Zentgraf und Paul Brieler.
- Resonanzverhältnisse. Zur Faschisierung Deutschlands. Politisches Tagebuch. Argument Verlag, Hamburg 2018, ISBN 978-3-86754-510-5.
- Jagdszenen aus Oberbayern. Vom Überleben in der Provinz. Argument Verlag, Hamburg 2020, ISBN 978-3-86754-520-4.
- Verdienstvolle Leich'. Friedhofsgeschichten aus Kolbermoor (gemeinsam mit Siegfried Weber). Selbstverlag, München 2021, ISBN 978-3-00-068137-0.
- Herausgeber: Sloterdijk – Aristokratisches Mittelmaß & zynische Dekadenz. Argument Verlag, Hamburg 2022, ISBN 978-3-86754-530-3 (gestalten der faschisierung 1).
- Herausgeber (zusammen mit Wolfgang Veiglhuber): Wagenknecht – Deutsches Volk & nationaler Sozialismus, Argument Verlag, Hamburg 2022, ISBN 978-3-86754-531-0 (gestalten der faschisierung 2)